# اوررو
اوررو (به ایتالیایی: Orero) یک کومونه در ایتالیا است که در استان جنوا واقع شده‌است.

## خصوصیات
اوررو ۱۵٫۸ کیلومترمربع مساحت و ۶۰۰ نفر جمعیت دارد و ۴۳۸ متر بالاتر از سطح دریا واقع شده‌است.